# Edmund Antoni Chojnacki
Edmund Antoni Chojnacki herbu Trzaska (zm. 1774) – cześnik lwowski w latach 1770–1773, łowczy lwowski w latach 1769–1770, cześnik żydaczowski w 1769 roku, łowczy żydaczowski w latach 1748–1769, regent grodzki przemyski w 1748 roku, sędzia kapturowy powiatu żydaczowskiego w 1764 roku.
Pochodził z ziemi sanockiej. W 1764 roku był elektorem Stanisława Augusta Poniatowskiego z województwa ruskiego. Uczestnik konfederacji barskiej, walczył w kilku potyczkach.
Pochowany w 1774 roku w kościele Franciszkanów Reformatów w Przemyślu.